# Glochidion glomerulatum
Glochidion glomerulatum là một loài thực vật có hoa trong họ Diệp hạ châu. Loài này được (Miq.) Boerl. mô tả khoa học đầu tiên năm 1900.